# Štěpán Dušan
Štěpán Uroš IV. Dušan (srbsky: Стефан Урош IV Душан, Stefan Uroš IV. Dušan, Štěpán Uroš IV. Dušan, někdy pouze Štěpán Dušan či pouze Dušan, přezdívaný Silný, 1308 ?– 20. prosince 1355), syn srbského krále Štěpána (Stefana) Uroše III. a jeho první choti Theodory, byl srbský panovník vládnoucí v letech 1331 až 1355, do roku 1345 s titulem krále, od roku 1345 panoval až do svého skonu (1355) jako car.
Dušan patřil mezi nejvýznamnější vládce srbského státu. Za jeho vlády Srbsko dosáhlo velkého územního, kulturního i společenského rozkvětu. Přitom způsob, jakým se dostal k moci, nebyl příliš čistý – v roce 1331 povstal proti svému otci králi Urošovi III., a sesadil ho. Po nástupu na trůn zahájil Dušan expanzi, především na území Byzance, Uher a dnešní Albánie. V době druhé občanské války ve Východořímské (byzantské) říši (1342–1354) Štěpán IV. Dušan měnil strany v konfliktu ku prospěchu své země. Po dobytí města Serres se roku 1345 prohlásil carem a o Velikonocích roku 1346 byl ve Skopje korunován jako basileus kai autokrator Serbon kai Romaion – basileus (císař) a samovládce Srbů a Romájů (Řeků). O tři roky později (1349) byl na sněmu duchovenstva a šlechty ve Skopje schválen Zákoník cara Štěpána Dušana, významná památka slovanského středověkého zákonodárství. Roku 1354 byl Zákoník doplněn. Dušan zemřel příštího roku, 20. prosince 1355 , uprostřed příprav k boji proti Osmanům. Za vlády Dušanova syna a nástupce Štěpána Uroše V. (1355–1371) se Dušanova „veleříše“ rozpadla.

## Původ
Narodil se pravděpodobně roku 1308 jako starší syn srbského prince Štěpána a jeho první choti Theodory, bulharské princezny. Z otcovy strany pocházel ze starobylého srbského rodu Nemanjićů – jeho dědem byl právě vládnoucí srbský král Štěpán Uroš II. Milutin a praprapradědem slavný župan Štěpán Nemanja, jenž vybojoval Srbsku úplnou nezávislost na Byzanci. Matka prince Štěpána (Dušanova otce), Anna-Helena, pocházela z rodu bulharských carů; její otec Jiří I. Terteres, původem Kumán, vládl v Bulharsku v letech 1280–1292.
Z matčiny strany pocházel z rodu krănských bojarů; otec Dušanovy matky Smilec se stal roku 1292 po zásahu tatarského chána Nogaje bulharským carem (namísto Tertera).

## Před nástupem

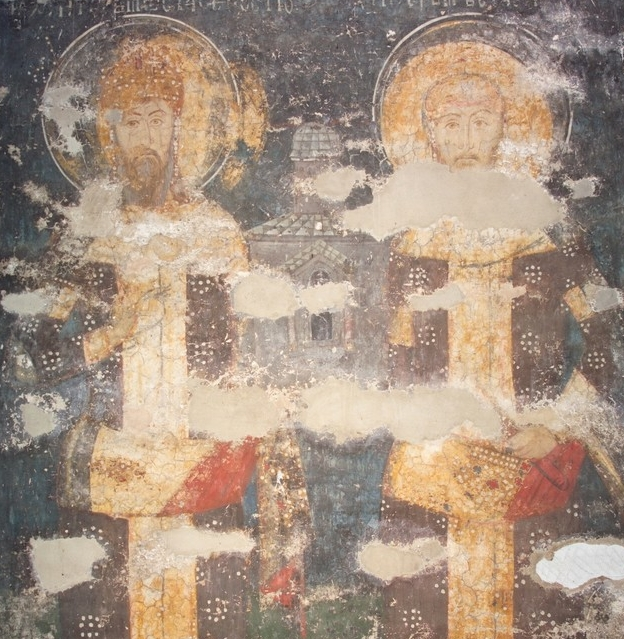
Dušan se svým otcem, Štěpánem Urošem III.

Jako královský potomek musel Dušan snášet nejenom radosti, ale také strasti, které z jeho postavení plynuly. Roku 1314 povstal Dušanův otec Štěpán proti svému otci, králi Milutinovi s úmyslem zmocnit se trůnu. Král Milutin však Štěpána porazil, zřejmě i oslepil a poslal se ženou a dvěma dětmi - synem Dušanem a dcerou Dušicou - do vyhnanství do Konstantinopole, kde rodina strávila 7 let. Roku 1321 povolil starý král Milutin na přímluvu arcibiskupa Nikodima I. a jeho pozdějšího nástupce Danila II. synův návrat (pravděpodobně spolu s rodinou), a když na sklonku října téhož roku Milutin zemřel, ujal se Dušanův otec Štěpán i přes odpor svého mladšího polorodého bratra Konstantina a bratrance Vladislava pod jménem Štěpán Uroš III. vlády v otcově království. Nový král dal později – patrně roku 1322 – Dušanovi do správy Zetu a Travuňsko s titulem rex iunior – mladý (mladší) král. Po smrti Dušanovy matky, královny Theodory, se vdovec Uroš v roce 1326 podruhé oženil s Marií, vnučkou Andronika II. Již roku 1324 začal vznikat konflikt mezi Srbskem a Bulharskem, jelikož bulharský car Michal Šišman, aby si naklonil byzantskou říši, zapudil Dušanovu tetu Annu-Nedu a oženil se s vnučkou císaře Andronika II. Tento spor však hodlal král Uroš III. vojensky řešit, nehledě na mírové snahy pećského arcibiskupa Danila II.

### Bitva u Velbuždu a její následky
Zpočátku se situace nevyvíjela pro Srbsko dobře. Michail Šišman totiž roku 1329 uzavřel mírovou smlouvu s novým byzantským císařem Andronikem III., jenž sesadil svého děda, císaře Andronika II. Veškeré nabídky míru ze strany Štěpána Uroše III. byly Michailem Šišmanem ignorovány. Celý konflikt vyvrcholil 28. července roku 1330, kdy se u Velbuždu střetla vojska bulharská se srbskými. V srbském vojsku bojovalo asi 14 000 Srbů a 1 000 Katalánců, ve vojsku Michaila Šišmana bylo asi 12 000 Bulharů a 3 000 cizinců. Navzdory jakési dohodě o neútočení mezi králem Urošem a carem Šišmanem Srbové zaútočili. Bulharům navíc přišla pozdě pomoc od byzantského císaře Andronika III. Bitvu rozhodl mladší král Dušan, který s částí srbského vojska vpadl do týla Bulharů. Srbsko drtivě zvítězilo a car Michail, v bitvě těžce poraněný, zahynul na útěku. Král Štěpán Uroš III. ale jednal s Bulhary mírně - bratr mrtvého Michaila Šišmana, Belaur, nabídl králi Štěpánu Urošovi kapitulaci. Novým bulharským panovníkem se po dohodě Štěpána Uroše s Bulhary stal syn cara Michaila a Anny-Nedy Ivan Štěpán (Stefan). Nová vláda však nebyla mezi Bulhary příliš oblíbená a bratr carevny, srbský král Štěpán Uroš III. nemohl pro napjatou situace doma (spory se šlechtici a s Dušanem) zakročit. Jejich pád přišel rychle – hned na jaře roku 1331 byl Ivan Štěpán sesazen a nahrazen synovcem Michaila Šišmana Ivanem Alexandrem (Aleksandǎrem, 1331–1371).

## Nástup na trůn

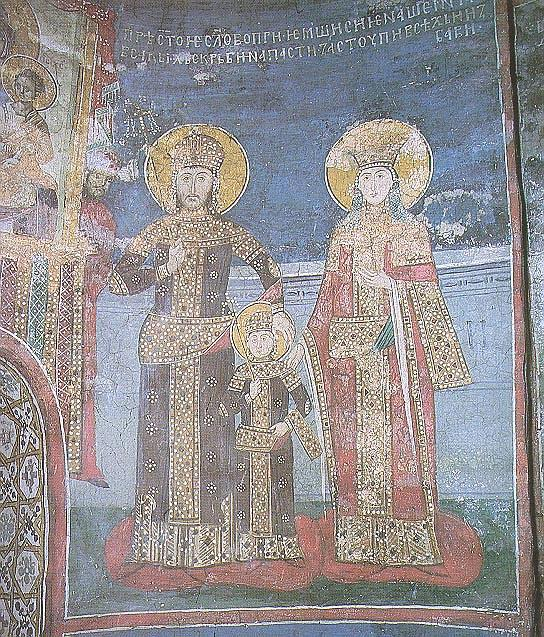
Dušan, jeho choť Jelena a syn Uroš.

Téhož roku propuklo v Zetě (Černé Hoře) povstání proti králi Štěpánovi, do jehož čela se postavil Dušan. Rex iunior měl však k revoltě i své důvody - kromě určité osobní zášti vůči otci to byly obavy o ztrátu nástupnictví, protože jeho macecha prosazovala za Urošova následníka svého syna Simeona Uroše (Sinišu) a nesouhlas s otcovou mírnou politikou proti Bulharsku a Byzanci. I přes pokusy krále Uroše Dušana fyzicky zlikvidovat se Dušanovi podařilo v létě roku 1331 s pomocí zetské šlechty (vlastelů) krále sesadit a zajmout v pevnosti Zvečan, kde v listopadu téhož roku zemřel, nejspíše byl zardoušen. Je otázkou, zda na příkaz Dušana, který se jako Štěpán Uroš IV. prohlásil srbským králem a 8. září téhož roku (1331) byl pećským arcibiskupem Danilem II. (Danielem) korunován.

### Počáteční úspěchy
Nový panovník krátce po nástupu na trůn – roku 1332 – uzavřel spojenectví s čerstvě dosazeným bulharským carem Ivanem Alexandrem a také pojal za choť Ivanovu sestru Jelenu (Helenu). Tímto sňatkem byl zažehnán dřívější konflikt, gradující v bitvě u Velbuždu, a také byl zajištěn klid na bulharsko-srbské hranici. Poté Dušan začal s výboji na jihu – dobyl města Prilep, Ochrid, Strumici, Voden a Kostur. Oblehl i Soluň; ta se však ubránila. Na severu se ale chystal na Srbsko zaútočit uherský král Karel I. Robert (1308–1342); proto uzavřel Dušan prozatím s císařem Andronikem III. 26. srpna roku 1334 mír, ve kterém podstoupil skomírající Byzanci jižní část právě dobytého území. Na severní hranici byl Dušan také úspěšný - vpád uherského vojska roku 1335 odrazil a obsadil část Mačvy, čímž částečně napravil ztráty děda Milutina v posledních letech jeho vlády. Poté se opět obrátil k jihu, do Albánie. Roku 1340 byla v moci Srbska celá Albánie s výjimkou města Dyrrhachionu (Drače). Dále si Dušan podrobil téměř celý bývalý epirský despotát až po město Ioanninu (Janinu).
V červnu roku 1341 zemřel byzantský císař Andronikos III. Dušan mohl císařova úmrtí velmi dobře využít k upevnění pozic proti Byzanci, protože jeho syn a nástupce Ioannes (Jan), který formálně nastoupil jako Ioannes V., byl nezletilý. Poručnické vlády se ujala císařovna - vdova Anna Savojská spolu s konstantinopolským patriarchou Ioannem XIV. Kalekou a s velitelem byzantského loďstva Alexiem Apokaukem. Proti regentům se však postavil Ioannes Kantakuzenos, vrchní velitel armády za Andronika III. Občanská válka, v období dvaceti let druhá, byla pro Byzanc velmi oslabující a naopak posílila pozice nepřátel říše - Srbů, ale také Osmanů. Dušan se v občanské válce nejdříve (roku 1342) postavil za Ioanna Kantakuzena, který se ještě roku 1341 prohlásil v Dimotice byzantským císařem (jako Ioannes VI.). Kantakuzenos se dokonce roku 1342 uchýlil na Dušanův dvůr, protože byl tlačen Bulhary a císařovnou-vdovou Annou. Patrně roku 1343 se ale Dušan postavil za legitimního císaře Ioanna V. Ioannes Kantakuzenos však obsadil některá srbská města, a Dušan proto vytáhl poti uzurpátorovi. Kantakuzenos, který posílil svá vojska o oddíly Turků (nikoli však Osmanů), roku 1344 porazil Dušana u Stefaniny. Ale byl to pouze dočasný výpadek, vojska se vzpamatovala a Srbové opět vítězili.

### Carství aZákoník

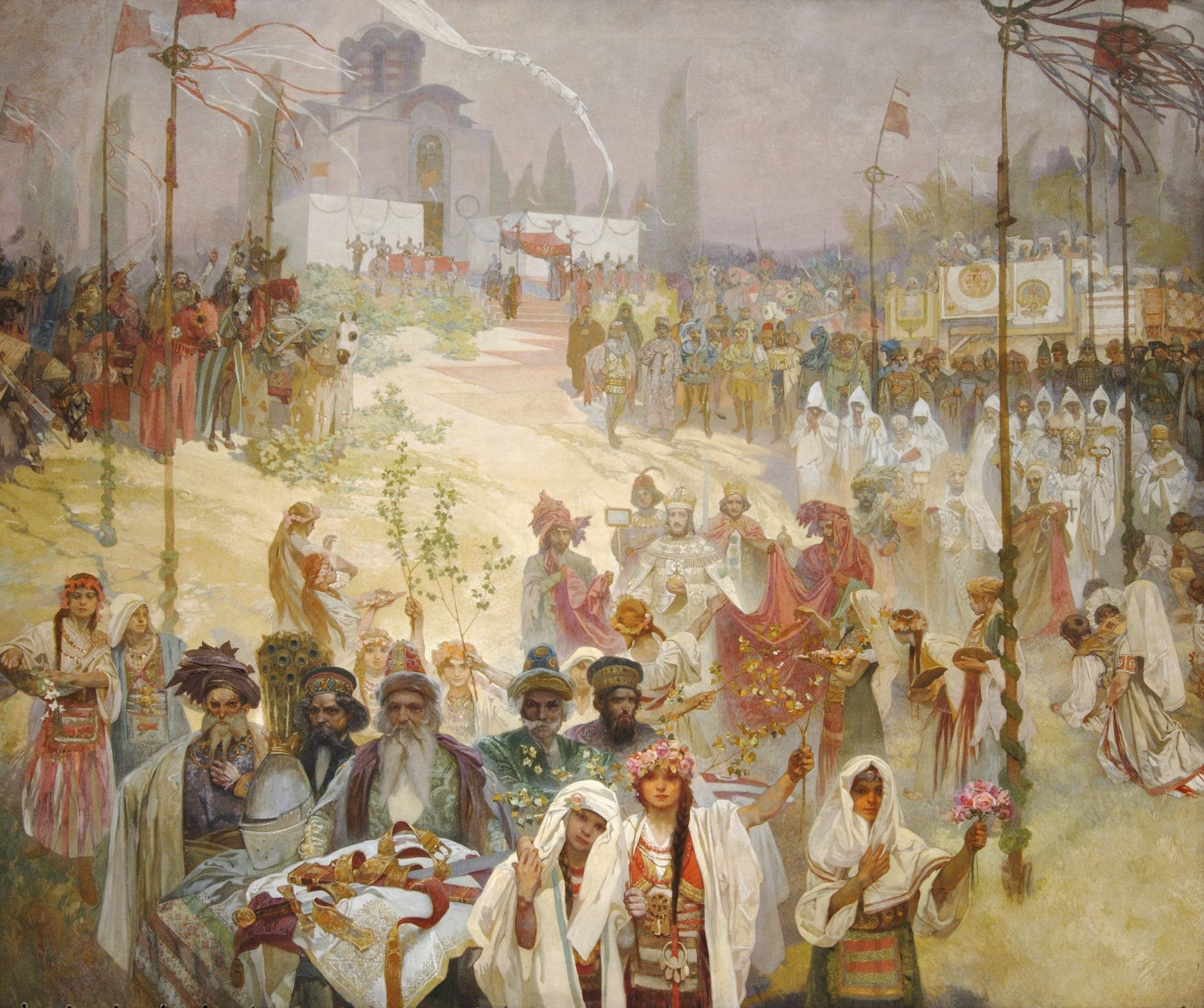
Korunovace Štěpána Dušana carem od Alfonse Muchy, součást cyklu Slovanská epopej.

Až srbské kontingenty dobyly město Serres, prohlásil se o Vánocích roku 1345 král Štěpán Uroš IV. Dušan srbským carem. Počátkem roku 1346 byl za přítomnosti tarnovského patriarchy, ochridského arcibiskupa a představitele Svaté hory Athoské povýšen statut srbské církve - dosavadní arcibiskup Joanikije II. (Janćije; 1338–1354) se stal patriarchou a o Velikonocích téhož roku (1346), dne 16. dubna, byl v makedonském Skopje Štěpán Dušan korunován novým srbským patriarchou na cara a samovlárce Srbů a Řeků (resp. Římanů) – basileus kai autokrator Serbon kai Romaion. Svému synovi a předpokládanému nástupci Urošovi (který po Dušanově předčasné smrti skutečně nastoupil na trůn jako Štěpán Uroš V.) udělil titul král všech srbských a přímořských zemí. Urošův titul byl však pouze nominální. Dušanovou korunovací se ještě zostřil spor s uzurpátorem byzantského trůnu Ioannem Kantakuzenem, který se v únoru roku 1347 zmocnil Konstantinopole a byl jako Ioannes VI. korunován za legitimního spolucísaře, fakticky však vládl jako autokrator (samovládce). Na Kantakuzenův příkaz uvalil roku 1352 konstantinopolský patriarcha Kallistos na Dušana, patriarchu Joanikija a všechny přítomné na korunovaci anathema (klatbu). Dušan ovšem klatbou nijak neutrpěl. Naopak do roku 1348 dobyl Makedonii (vyjma Soluně), Thessálii, Epirus, Albánii (vyjma Dyrrhachionu a Buthrota), Akarnánii a Aitolii. Srbsko za Dušanovy vlády téměř zdvojnásobilo svá území a načas se stalo nejmocnějším státem na Balkáně, když zastínilo Bulharsko a i Byzanc, dřívějšího suveréna, který se však nyní musel bránit srbskému a osmanskému tlaku.
Následujícího roku (1349) byl na sněmu ve Skopje vyhlášen Zákoník cara Štěpána Dušana, který vymezoval vztahy mezi šlechtou a panovníkem a mezi vrchností a poddanými. Zákoník se také zabýval postavením začleněním nesrbských etnických skupin do mnohonárodnostního státu.
| „                     | Zákon blahověrného cara Štěpána, v létě 1349, indikcí 2, ve svátek nanebevzetí Páně, měsíce května, 21. dne. §1. Tento zákoník uložen jest od pravoslavného sněmu našeho s přeosvíceným patriarchou panem Joanikiem, i všemi preláty a církevníky malými i velkými, mnou i blahověrným carem Štěpánem, i všemi zemany carstva mého, malými i velikými. | “ |
| — Zákoník cara Dušana | |   |

Zákoník byl později (1354) v Seru doplněn o dodatky.

### Poslední léta, skon a dědictví

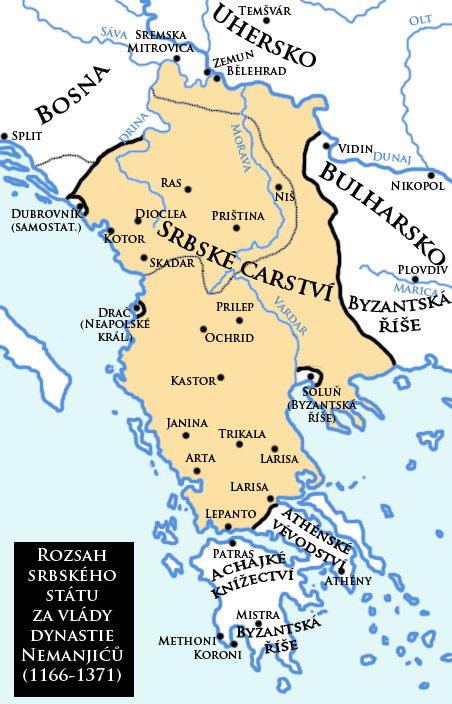
Rozsah srbské říše za vlády cara Štěpána Dušana

Rozlehlý srbský stát byl však značně labilní. V polovině 14. století Dušana ohrožovali hlavně Osmané, kteří pod vedením sultána Orhana postupovali do Evropy; osmanská armáda porazila srbská vojska u Dimotiky. Ovšem Dušan měl potíže taky na severu, kde roku 1354 zaútočil uherský král Ludvík I. V Dušanův prospěch zasáhl papež Inocenc VI., který na oplátku za to, že car uznal papežskou autoritu, domluvil mladému uherskému panovníkovi, aby na Dušana neútočil. Papež předpokládal, že se Dušan stane vůdcem křižácké výpravy proti Turkům. K té však nedošlo. Ještě roku 1354 se trůnu v Konstantinopoli zmocnil legitimní císař Ioannes V. Palaiologos a Ioannes VI. byl nucen abdikovat a vstoupil pod jménem Iosefos (Josef) do kláštera. Uherský Ludvík z Anjou měl také problémy, takže se Dušan zřekl papežova plánu a výpravu odložil.
Spolu s poselstvím Innocence VI. přišel Dušanovi list od římského a českého krále Karla, který spěchal do Říma, kde v dubnu 1355 přijal císařskou korunu. V listu vyjadřoval radost nad tím, že oba římští císařové, západní i východní, užívají „vznešeného jazyka slovanského“.
Dušan, který byl tehdy na vrcholu moci, se však z vlády dlouho netěšil, protože 20. prosince 1355 ani ne padesátiletý zemřel. Pro jeho rozlehlou říši bylo pohromou, že Dušanův syn a předurčený nástupce Uroš, který nastoupil na trůn jako Štěpán Uroš V. (1355–1371), byl velice slabým panovníkem a nedokázal udržet jednotu státu. Za deset let po Dušanově smrti se jeho veliká říše rozpadla a státnické dílo, budované již od konce 12. století, bylo v troskách.

## Shrnutí vlády
Štěpán Dušan po svržení otce pokračoval ve výbojné politice svých předků a neobyčejně se mu dařilo; Srbsko se za jeho vlády stalo nejmocnějším státem na Balkáně. Štěpán Dušan, ač Slovan, používal mnohé řecké způsoby. Grecizace, které se Srbsko dříve bránilo, dosáhla za Dušanovy éry vrcholu. Na územích, dobytých na úkor Byzance, byla Dušanem ponechána byzantská správa pod dozorem srbských šlechticů. Velikost státního aparátu a byrokracie výrazně přispěla k posílení centralizace. Panovník byl absolutním vládcem, měl pod dohledem soudy, vnitřní i zahraniční politiku. Zdrojem carových příjmů byla výsadní práva vladaře na vybírání cla, vlastnictví dolů a ražba mincí.
Dušanova vláda se stala u srbského lidu legendární. Tento fakt však v pozdějších letech znamenal ambice Srbů zmocnit se území Dušanova carství, zejména Makedonie a Kosova.